# Arne Magnéli
P Arne Magnéli, född 6 december 1914 i Stockholm, död 1996, var en svensk kemist.
Magnéli avlade filosofie licentiat-examen 1942 och blev filosofie doktor 1950. Han var 1950-1953 docent i kemi vid Uppsala universitet, 1953-1961 laborator i oorganisk och fysikalisk kemi vid Stockholms universitet och blev 1961 professor i oorganisk kemi vid samma institution.
Magnéli blev 1965 ledamot av Statens naturvetenskapliga forskningsråd och var 1966-1973 sekreterare vid Vetenskapsakademiens båda Nobelkommittéer, han fortsatte därefter som sekreterare vid Vetenskapsakademiens Nobelkommitté för kemi fram till 1986. Han invaldes 1970 i Vetenskapsakademien.